# Eduardo Martins Bairrada
Eduardo Martins Bairrada (Lisboa, 1930 — 1987) foi um arquitecto, ilustrador e escritor português.
Pertencia ao quadro de arquitectos da Câmara Municipal de Lisboa e foi secretário da direcção do Grupo de Amigos do Museu de Marinha.

## Obras
Enquanto escritor escreveu vários trabalhos, dando especial atenção sobre o Património nomeadamente sobre a Calçada à Portuguesa cuja obra recebeu o Prémio José de Figueiredo em 1985.
- Arquitecto Rosendo Carvalheira (1863-1919), um filho adoptivo de Alexandre Herculano na arte de construir : notas de fixação biográfica, Lisboa, 1981.
- A Academia Nacional de Belas-Artes no cinquentenário da sua fundação (1932-1982), 1983.
- Antecedentes da Academia Nacional de Belas-Artes no prémio Valmor de arquitectura da cidade de Lisboa: académicos-arquitectos no seu júri: documentação inédita, 1902-1935, Lisboa, 1984.
- Prémios Valmor de arquitectura = Valmor architecture prizes, Crédito Predial Português, Lisboa, 1984.
- Lisboa: panorama da sua história e expansão urbana, Selecções do Reader's Digest, Lisboa, 1982.
- Empedrados artísticos de Lisboa: a arte da calçada-mosaico, Gráfica Maiadouro, Câmara Municipal de Lisboa, Vila da Maia, 1985.
- Prémio Valmor: 1902-1952, Lisboa, 1988. OCLC 55003848

Colaborou igualmente, em 1989, com desenhos seus para o seu livro de Beatriz Berrini sobre Eça de Queiroz: palavra e imagem.

## Homenagens
Bairrada foi distinguido pela Medalha Naval de Vasco da Gama, pela Marinha Portuguesa.
A 9 de agosto de 1961 foi feito Cavaleiro da Ordem do Infante D. Henrique.
A 25 de maio de 1985 foi feito Comendador da Ordem Militar de Sant'Iago da Espada.
A 21 de março de 1968 recebeu a Cruz de Oficial da Ordem de Mérito da República Federal da Alemanha.
A 21 de fevereiro de 1986 foi agraciado como Oficial da Ordem de Rio Branco do Brasil.